# Tourisme dans les Amériques
Le tourisme dans les Amériques est en constante augmentation. Depuis les années 1990, le nombre d'arrivées en touristes internationaux a augmenté de 92,8 millions de visiteurs à 149,8 millions en 2010. Dans les Amériques, les arrivés de touristes internationaux en 2010 représentaient 16 % de ceux à travers le monde. Au niveau des recettes, cela a apporté 182 milliards aux Amériques, un pourcentage de 20 % d'à travers le monde. Les régions concernés par les Amériques sont l'Amérique du nord, l'Amérique du sud, l'Amérique centrale et les Caraïbes. 